# Rhyacocnemis
Rhyacocnemis is een geslacht van libellen (Odonata) uit de familie van de Breedscheenjuffers (Platycnemididae).

## Soorten
Rhyacocnemis omvat 3 soorten:
- Rhyacocnemis leonorae (Lieftinck, 1949)
- Rhyacocnemis prothoracica Lieftinck, 1987
- Rhyacocnemis sufficiens Lieftinck, 1956